# Brachypremna
Brachypremna är ett släkte av tvåvingar. Brachypremna ingår i familjen storharkrankar.

## Dottertaxa tillBrachypremna, i alfabetisk ordning[1]
- Brachypremna abitaguae
- Brachypremna angusta
- Brachypremna appendigera
- Brachypremna arajuno
- Brachypremna arcuaria
- Brachypremna australis
- Brachypremna basilica
- Brachypremna brevigenua
- Brachypremna breviterebra
- Brachypremna breviventris
- Brachypremna candida
- Brachypremna candidella
- Brachypremna clymene
- Brachypremna dispellens
- Brachypremna diversipes
- Brachypremna geijskesi
- Brachypremna illudens
- Brachypremna integristigma
- Brachypremna itatiayana
- Brachypremna karma
- Brachypremna laetiventris
- Brachypremna nigrofemorata
- Brachypremna phrixus
- Brachypremna pictipes
- Brachypremna pictiventris
- Brachypremna quasimodo
- Brachypremna sappho
- Brachypremna similis
- Brachypremna subevanescens
- Brachypremna subsimilis
- Brachypremna subuniformis
- Brachypremna thyestes
- Brachypremna tigriventris
- Brachypremna unicolor
- Brachypremna uniformis
- Brachypremna waigeuensis
- Brachypremna variitibia
- Brachypremna williamsoni